# Saison 6 des Simpson
Vous lisez un « bon article » labellisé en 2012.
Chronologie
Saison 5 Saison 7
La sixième saison des Simpson est diffusée pour la première fois aux États-Unis par la Fox entre le 4 septembre 1994 et le 21 mai 1995. En France, elle est diffusée du 18 février 1995 au 20 janvier 1996 sur Canal+, à l'exception des épisodes Burns fait son cinéma, Salut l'artiste et L'Amour à la Simpson, diffusés pour la première fois sur W9 respectivement les 17, 19 et 21 juin 2006. En Belgique, elle était diffusée sur Club RTL en 1995. En Suisse, elle était diffusée sur TSR. Le show runner de cette saison est David Mirkin.
L'épisode Burns fait son cinéma est la cause de quelques tensions au sein de l'équipe de la série, si bien que son créateur Matt Groening décide de retirer son nom du générique, voyant cet épisode comme une publicité flagrante pour Profession : critique, une série diffusée à la même heure sur une autre chaîne. Après quatre saisons de diffusion les jeudis soirs, la Fox décide de reprogrammer Les Simpson le dimanche soir. Depuis la série est toujours diffusée à cette heure.
La saison est proposée pour quatre Emmy Awards et l'épisode Le Mariage de Lisa remporte celui du meilleur programme d'animation de moins d'une heure. Elle remporte également l'Annie Award de la meilleure production animée pour la télévision. Le coffret DVD de la saison est sorti en région 1 le 16 août 2005, en région 2 le 17 octobre de la même année, le 28 septembre en région 4 et en région 5, le 9 septembre 2010.

## Production

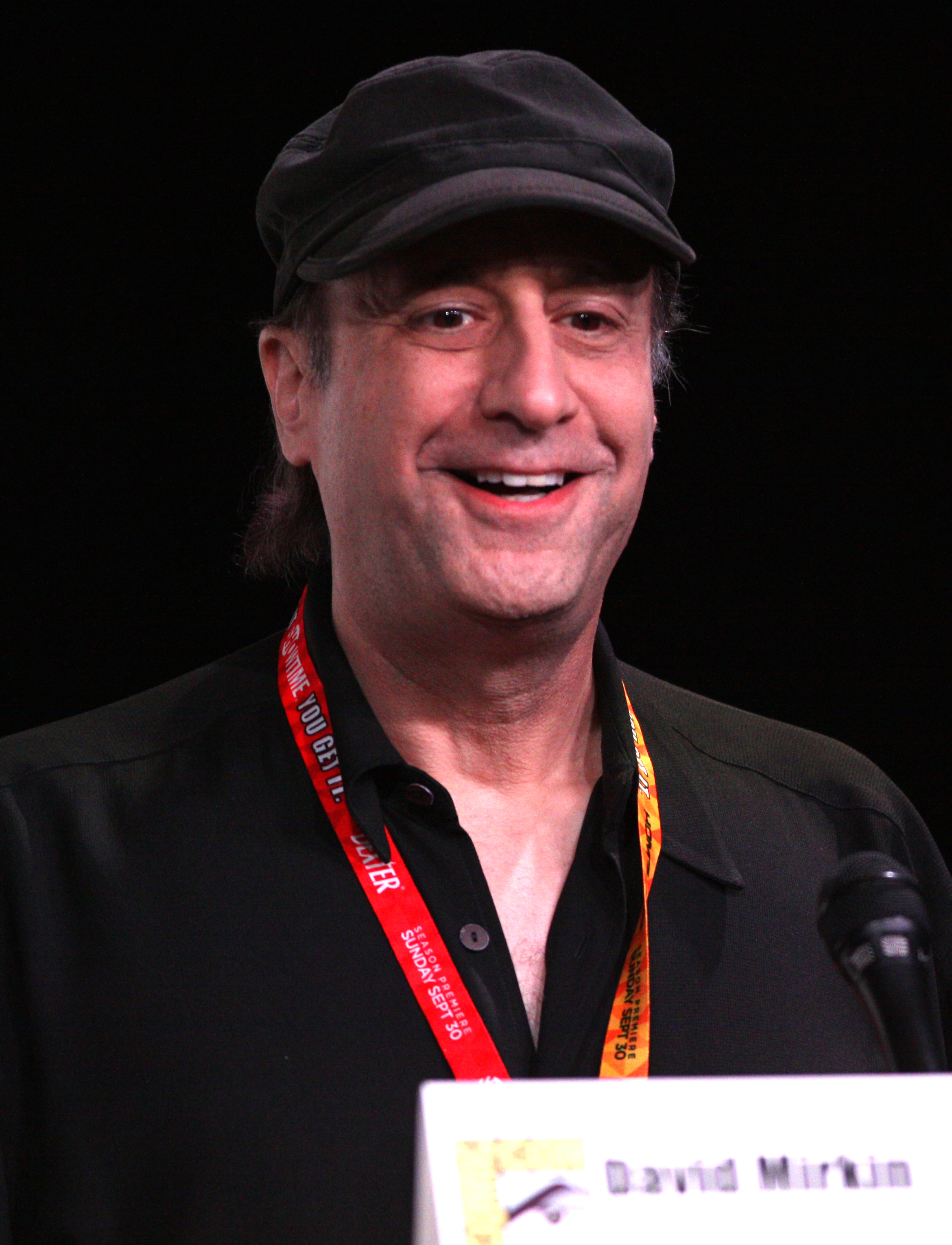
David Mirkin est le show runner de cette saison.

Tout comme la saison précédente, David Mirkin est le show runner et le producteur délégué de la sixième saison des Simpson. Parce que la Fox demande la production de vingt-cinq épisodes pour cette saison, ce qui paraît impossible pour les scénaristes, les anciens show runners Mike Reiss et Al Jean, reviennent pour produire deux épisodes, Burns fait son cinéma et Salut l'artiste, avec les membres de l'équipe de leur nouvelle série, Profession : critique, afin de libérer un peu l'équipe des Simpson,.
David X. Cohen, Jonathan Collier, Jennifer Crittenden, Brent Forrester, Ken Keeler, Bob Kushell, David Sacks, Mike Scully, Joshua Sternin et Jeffrey Ventimilia écrivent tous leur premier scénario lors de cette saison. Steven Dean Moore et Swinton O. Scott III, quant à eux, réalisent leur premier épisode,.
Les deux premiers épisodes de la saison, Bart des ténèbres et La Rivale de Lisa, sont produits lors de la saison précédente, la production ayant été retardée par le séisme de Northridge en 1994,. L'épisode Burns fait son cinéma est la cause de quelques tensions entre l'équipe de la série et le créateur de celle-ci Matt Groening, si bien qu'il décide de retirer son nom du générique de cet épisode, le comparant à une publicité flagrante pour Profession : critique, série diffusée à la même heure sur une chaîne concurrente. L'épisode Bart contre l'Australie, qui est le premier épisode au cours duquel l'ensemble de la famille Simpson se rend dans un pays étranger, déclenche la colère de nombreux fans australiens à cause des clichés et plaisanteries sur ce pays. L'équipe de la série recevra plus d'une centaine de lettres d'insultes venant d'Australie. Le dernier épisode de la saison, Qui a tiré sur M. Burns ?, est en fait en deux parties : seule la première partie est diffusée cette saison, la deuxième étant le premier épisode de la saison suivante. Cet épisode vient d'une idée de Matt Groening : il voulait un épisode dans lequel M. Burns se ferait tirer dessus, évènement qui pourrait être utilisé comme un coup de publicité. Les scénaristes décident d'écrire l'épisode en deux parties laissant planer un mystère qui pourrait faire l'objet d'un concours. Il est alors important pour eux de concevoir un mystère qui puisse être aisément résolu grâce à des indices. Ils utilisent alors la technologie des arrêts sur image et centrent l'épisode autour d'un personnage qui semble être le coupable évident.
En France, la saison est diffusée du 18 février 1995 au 20 janvier 1996 sur Canal+, soit une diffusion étalée sur pratiquement un an afin de diffuser les deux parties du dernier épisode avec une seule semaine d'écart,. Pour des raisons inconnues, les épisodes Burns fait son cinéma, L'Amour à la Simpson et Salut l'artiste, ne sont pas diffusés avant les 19, 20 et 21 juin 2006 sur W9,,. Dans ce dernier épisode, Willie le jardinier emploie l'expression « Cheese-eating surrender monkeys », traduit dans la version française par « rendez-vous, singes mangeurs de fromage », pour désigner péjorativement les Français. C'est aussi à partir de cette saison que Régine Teyssot remplace Martine Meiraghe dans le doublage de plusieurs personnages comme Edna Krapabelle ou Ralph Wiggum. La saison marque aussi l'apparition de nouveaux personnages récurrents dont Allison Taylor, Birch Barlow, Jessica Lovejoy, Don Vittorio, Jay Sherman, Sarah Wiggum et Dr Colossus.

## Accueil

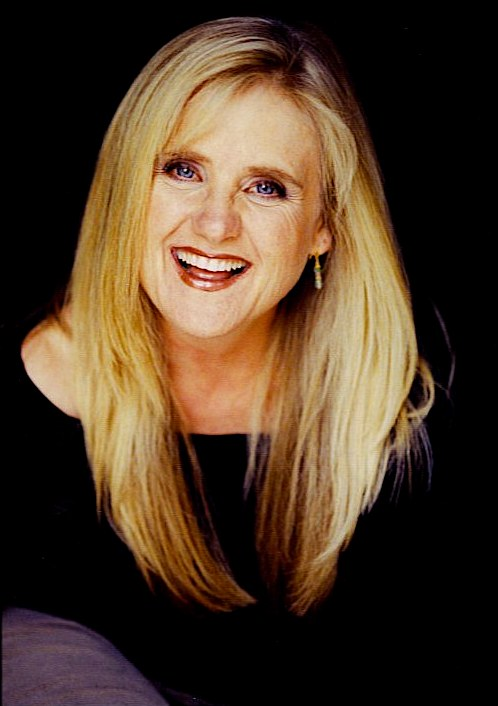
Nancy Cartwright remporte l'Annie Award du meilleur doublage en 1995.

La saison est bien accueillie par les critiques et reste populaire parmi les adeptes de la série. Les critiques du premier épisode de la saison, Bart des ténèbres, déclarent que la série est « aussi forte et amusante qu'elle a toujours été » et que le scénario continue d'être « croustillant, hilarant et multi-couche ». L'épisode Simpson Horror Show V prend la place du meilleur épisode de la saison dans le classement des meilleurs épisodes des vingt premières saisons, effectué par IGN en 2010. Ce classement décrit la saison comme « hilarante » et déclare que les épisodes Itchy et Scratchy Land et Bart contre l'Australie auraient pu aussi être à la première place. Le même site web dresse en 2010 la liste des vingt-cinq meilleures apparitions de célébrités de toute l'histoire de la série, classant Winona Ryder à la sixième place, Jon Lovitz à la huitième et Tito Puente à la vingt-deuxième. Établie en 2003 par le magazine Entertainment Weekly, la liste des vingt-cinq meilleurs épisodes de la série, en comprend quatre de cette saison : Itchy et Scratchy Land, Simpson Horror Show V, Pervers Homer et Qui a tiré sur M. Burns ?, respectivement aux septième, neuvième, dix-huitième et vingt-cinquième places.
Depuis trois saisons Les Simpson sont diffusés le jeudi soir, mais pour cette saison la FOX décide de revenir au créneau horaire d'origine, le dimanche soir à 20 heures. Depuis la série est toujours diffusée à cet horaire,. Les Simpson est la « série la plus populaire » de la chaîne et elle change d'horaire parce que la FOX obtient les droits de diffusion des matches de la NFL, qui passeront à l'antenne le dimanche après Les Simpson. La chaîne espère alors que ces deux programmes augmenteront l'audience du dimanche soir. Après avoir été confrontée au Cosby Show, les jeudis, la série est maintenant diffusée en même temps que Loïs et Clark sur ABC, SeaQuest, police des mers sur NBC et Arabesque sur CBS. L'épisode Bart des ténèbres termine à la quarante-quatrième place au niveau des audiences de la semaine du 29 août au 4 septembre 1994, avec une note de 9,8 sur l'échelle de Nielsen et une part du marché de 17 %. L'épisode est le troisième programme de la FOX le mieux noté de la semaine,. Le dernier épisode de la saison, Qui a tiré sur M. Burns ? termine à la cinquante-et-unième place avec une note de 8,7 et à la cinquième place des programmes de la FOX de la semaine.
Cette saison réunit en moyenne 19,2 millions de téléspectateurs pour chaque épisode aux États-Unis. L'épisode Simpson Horror Show V est, avec ses 22,2 millions de téléspectateurs, l'épisode qui est le plus regardé lors de cette saison.
Au niveau des récompenses, la saison reçoit quatre nominations et en remporte une. L'épisode Le Mariage de Lisa remporte le Primetime Emmy Award du meilleur programme d'animation de moins d'une heure, Alf Clausen est nommé dans la catégorie de la meilleure composition musicale pour une série pour l'épisode Simpson Horror Show V. Il est aussi nommé, avec John Swartzwelder, dans la catégorie des meilleures musiques et paroles pour la chanson C'est nous interprétée par les tailleurs de pierre dans Homer le grand. Enfin, l'épisode Bart contre l'Australie est nommé dans la catégorie du meilleur mixage du son pour une série de variété ou musicale ou un programme spécial. La série remporte aussi l'Annie Award du meilleur programme d'animation télévisé et du meilleur doublage pour Nancy Cartwright.

## Épisodes
| № | #  | Titre | Réalisation          | Scénario                                                  | Première diffusion                 | Code de prod. | Audience (en millions) |
| --- | -- | --- | -------------------- | --------------------------------------------------------- | ---------------------------------- | ------------- | ---------------------- |
| 104 | 1  | Bart des ténèbres Bart of Darkness                                                                       | Jim Reardon          | Dan McGrath                                               | 4 septembre 1994 25 février 1995   | 1F22          | 15,1                   |
| Les habitants de Springfield souffrent de la canicule estivale, si bien que les Simpson décident d'installer une piscine dans le jardin. Alors qu'elle attire tous les enfants du quartier, Bart est coincé dans sa chambre à cause de sa jambe cassée. Il observe ses voisins avec le télescope de Lisa. Pendant qu'elle se fait de nouveaux amis grâce à la piscine, Bart est persuadé que Ned Flanders a tué sa femme... |    | |                      |                                                           |                                    |               |                        |
| 105 | 2  | La Rivale de Lisa Lisa's Rival                                                                           | Mark Kirkland        | Mike Scully                                               | 11 septembre 1994 18 février 1995  | 1F17          | 16,7                   |
| Une nouvelle élève, Allison Taylor, arrive à l'école élémentaire de Springfield. Au départ ravie d'avoir quelqu'un à sa hauteur, Lisa commence à la haïr lorsqu'elle veut prendre sa place dans l'orchestre des élèves. Bart propose alors à sa sœur une solution pour ne plus être embêtée par Allison... |    | |                      |                                                           |                                    |               |                        |
| 106 | 3  | L'Amour à la Simpson (Histoire d'amour) Another Simpsons Clip Show                                       | David Silverman      | Penny Wise                                                | 25 septembre 1994 18 juin 2006     | 2F23          | 13,5                   |
| Marge décide d'expliquer aux enfants ce qu'est l'amour. Elle et Homer racontent alors les histoires d'amour qu'ils ont vécues dans des épisodes précédents. Marge raconte sa rencontre avec Jacques au bowling dans l'épisode Marge perd la boule et Homer celle avec sa collègue Mindy Simmons dans La Dernière Tentation d'Homer... |    | |                      |                                                           |                                    |               |                        |
| 107 | 4  | Itchy et Scratchy Land (Le Monde d'Itchy et Scratchy) Itchy & Scratchy Land                              | Wes Archer           | John Swartzwelder                                         | 2 octobre 1994 2 septembre 1995    | 2F01          | 14,8                   |
| Bart et Lisa supplient leurs parents de les emmener au nouveau parc d'attraction consacré à Itchy et Scratchy situé sur une île. Ils finissent par les y emmener et alors que Maggie est à la garderie, les parents sur l'île des adultes et les enfants sur l'île principale en train de s'amuser, le séjour s'avère être plus dangereux qu'il ne semblait... |    | |                      |                                                           |                                    |               |                        |
| 108 | 5  | Le maire est amer (Le Retour de Sideshow Bob) Sideshow Bob Roberts                                       | Mark Kirkland        | Bill Oakley et Josh Weinstein                             | 9 octobre 1994 9 septembre 1995    | 2F02          | 14,4                   |
| À la suite de la pression d'une émission de radio, le maire Quimby libère Tahiti Bob. Celui-ci s'empresse de se présenter aux élections municipales contre Quimby. Alors que chacun essaie de remporter le plus de voix auprès des habitants de Springfield, Bart et Lisa aident Quimby à battre leur ennemi... |    | |                      |                                                           |                                    |               |                        |
| 109 | 6  | Simpson Horror Show V (Le Spécial Halloween des Simpson V) Treehouse of Horror V                         | Jim Reardon          | Greg Daniels, Dan McGrath, David X. Cohen et Bob Kushell  | 30 octobre 1994 16 septembre 1995  | 2F03          | 22,2                   |
| The Shinning : Les Simpson doivent garder le manoir de M. Burns pendant son absence. Mais l'absence de bière et de télévision rend Homer très dangereux. Temps et châtiments : En réparant son grille-pain Homer se retrouve à la Préhistoire où il écrase malencontreusement un moustique. Selon l'effet papillon lorsqu'il revient à son époque, tout a changé. Cauchemar à la cafétéria : Le seul moyen trouvé par le principal Skinner pour calmer les élèves turbulents est de servir à la cafétéria des plats pour le moins spéciaux...                                                                               |    | |                      |                                                           |                                    |               |                        |
| 110 | 7  | La Petite Amie de Bart Bart's Girlfriend                                                                 | Susie Dietter        | Jonathan Collier                                          | 6 novembre 1994 23 septembre 1995  | 2F04          | 15,3                   |
| À l'église Bart rencontre la fille du révérend Lovejoy, Jessica, dont il tombe immédiatement amoureux. Cet amour n'étant pas réciproque, Bart se comporte le mieux qu'il peut pour la séduire. Mais ce n'est que quand il fait des bêtises qu'elle commence à s'intéresser à lui. Lorsqu'ils sont tous les deux, ils s'aiment et s'amusent ensemble mais, lorsqu'ils ne sont pas seuls, Jessica l'ignore... |    | |                      |                                                           |                                    |               |                        |
| 111 | 8  | Le Hockey qui tue (Lisa gardien de but) Lisa on Ice                                                      | Bob Anderson         | Mike Scully                                               | 13 novembre 1994 30 septembre 1995 | 2F05          | 17,9                   |
| Lisa reçoit un avertissement en sport et doit choisir une discipline sportive pour augmenter sa note. Elle assiste alors à un match de hockey sur glace dans lequel Bart joue. À la fin de celui-ci Apu, l'entraîneur de l'équipe concurrente de celle de Bart décide d'engager Lisa au poste de gardien... |    | |                      |                                                           |                                    |               |                        |
| 112 | 9  | Pervers Homer (Méchant, méchant) Homer Badman                                                            | Susie Dietter        | Jonathan Collier                                          | 27 novembre 1994 7 octobre 1995    | 2F06          | 17,0                   |
| Homer et Marge reviennent du salon de la confiserie avec des bonbons plein les poches. Homer a même volé la guimauve la plus rare au monde, la Vénus de Milo. Il ramène alors Ashley Grant, la baby-sitter qu'il avait engagée pour garder les enfants. Lorsqu'elle descend de la voiture, Homer essaie d'attraper la Venus de Milo qui est collée sur les fesses de la jeune femme. Celle-ci l'accuse alors de harcèlement sexuel ce qui va bouleverser sa vie et sa relation avec sa femme... |    | |                      |                                                           |                                    |               |                        |
| 113 | 10 | La Potion magique (Le Tonique) Gramp vs. Sexual Inadequacy                                               | Wes Archer           | Bill Oakley et Josh Weinstein                             | 4 décembre 1994 14 octobre 1995    | 2F07          | 14,1                   |
| Le couple Simpson battant de l'aile, Homer en parle à son père. Celui-ci lui dévoile la recette d'une potion permettant de réanimer la flamme de son couple. À la suite du succès de ce mélange, les deux hommes décident de vendre cette mixture. Très vite les enfants se retrouvent livrés à eux-mêmes dans la rue, abandonnés par leurs parents. .. |    | |                      |                                                           |                                    |               |                        |
| 114 | 11 | La Peur de l'avion (La Peur de voler) Fear of Flying                                                     | Mark Kirkland        | David Sacks                                               | 18 décembre 1994 21 octobre 1995   | 2F08          | 15,6                   |
| Homer est banni de la taverne de Moe et cherche un autre bar. Il entre alors dans un bar réservé aux pilotes d'avion. Pour pouvoir consommer, il se fait passer pour l'un d'entre eux. Lorsqu'une urgence se déclare, il est appelé pour piloter un avion. À la suite des erreurs qu'il commet, le responsable de la compagnie se rend compte de l'usurpation et décide d'étouffer l'affaire en offrant à Homer et à toute sa famille un vol pour la destination de leur choix. Juste avant de décoller Marge est prise d'une crise de panique et toute la famille descend de l'appareil...                                 |    | |                      |                                                           |                                    |               |                        |
| 115 | 12 | Homer le grand Homer the Great                                                                           | Jim Reardon          | John Swartzwelder                                         | 8 janvier 1995 28 octobre 1995     | 2F09          | 20,1                   |
| Homer se rend compte que Lenny et Carl ont des places réservées sur le parking de la centrale nucléaire et de beaux fauteuils. Ne voulant pas indiquer à Homer comment ils les ont eus, il décide de les suivre, la nuit tombée, et constate qu'ils font partie des Tailleurs de Pierre, une organisation secrète. Homer souhaite en faire partie mais n'est pas le bienvenu, jusqu'à ce que son père, membre de l'organisation, lui permette d'y entrer... |    | |                      |                                                           |                                    |               |                        |
| 116 | 13 | Et avec Maggie ça fait trois (Et trois avec Maggie) And Maggie Makes Three                               | Swinton O. Scott III | Jennifer Crittenden                                       | 22 janvier 1995 4 novembre 1995    | 2F10          | 17,3                   |
| Lors d'une soirée en famille passée à regarder l'album de photographies de la famille, Lisa demande à ses parents pourquoi il n'y en a aucune de Maggie. Pour lui expliquer, Homer raconte ce qui s'est passé avant, pendant et après la naissance de leur troisième enfant... |    | |                      |                                                           |                                    |               |                        |
| 117 | 14 | La Comète de Bart Bart's Comet                                                                           | Bob Anderson         | John Swartzwelder                                         | 5 février 1995 11 octobre 1995     | 2F11          | 18,7                   |
| Bart humilie le principal Skinner avec un ballon reprenant sa forme et qui montre son derrière. Pour le punir, il l'oblige à l'assister dans ses activités astronomiques. Alors qu'ils sont en train d'observer le ciel étoilé, Skinner aperçoit le ballon de Bart et essaie de l'attraper. Pendant ce temps, Bart utilise le télescope et fait la découverte d'une comète à laquelle il donne immédiatement son nom. Malheureusement la Terre est sur la trajectoire de cette comète... |    | |                      |                                                           |                                    |               |                        |
| 118 | 15 | Homer le clown Homie the Clown                                                                           | David Silverman      | John Swartzwelder                                         | 12 février 1995 18 octobre 1995    | 2F12          | 17,6                   |
| Krusty a des problèmes d'argent. Pour les résoudre son conseiller lui propose d'ouvrir une école de clowns afin de former des Krusty pour chaque région. Homer s'inscrit au cours et en sort premier. Il devient alors le Krusty de la région et est sollicité pour les fêtes, les anniversaires, etc. Finalement Homer se rend compte que ce métier est bien plus fatigant qu'il n'y paraissait... |    | |                      |                                                           |                                    |               |                        |
| 119 | 16 | Bart contre l'Australie (Bart se rend en Australie) Bart vs. Australia                                   | Wes Archer           | Bill Oakley et Josh Weinstein                             | 19 février 1995 25 octobre 1995    | 2F13          | 15,1                   |
| Lisa apprend à Bart la force de Coriolis, c'est-à-dire le fait que l'eau qui se vide tourne toujours dans le sens anti-horaire sauf dans l'hémisphère sud où elle tourne dans l'autre sens. Bart ne la croit pas et, pour prouver qu'elle a tort, décide d'appeler un Australien en PCV. Le père du jeune Australien ne voulant pas payer cet appel, il décide de se plaindre auprès du Premier ministre australien. Les relations entre les États-Unis et l'Australie étant assez tendues, le département d'État des États-Unis envoie les Simpson au pays des kangourous pour que Bart s'excuse auprès du gouvernement... |    | |                      |                                                           |                                    |               |                        |
| 120 | 17 | Mes sorcières détestées (Homer contre Patty et Selma) Homer vs. Patty & Selma                            | Mark Kirkland        | Brent Forrester                                           | 26 février 1995 2 décembre 1995    | 2F14          | 18,9                   |
| Homer subit un nouvel échec et craint encore de ne pouvoir subvenir aux besoins de sa famille. Il demande de l'aide financière à Patty et Selma, les sœurs de Marge. Il leur demande de ne rien dire. Elles acceptent à condition qu'il fasse tout ce qu'elles désirent. Pendant ce temps, Bart choisit le dernier sport restant à l'école, le ballet... |    | |                      |                                                           |                                    |               |                        |
| 121 | 18 | Burns fait son cinéma (Le Festival de film) A Star is Burns                                              | Susie Dietter        | Ken Keeler                                                | 5 mars 1995 22 juin 2006           | 2F31          | 14,4                   |
| Pour dynamiser le tourisme de la ville de Springfield, Marge propose d'organiser un festival cinématographique. Elle cherche alors des personnes capables de faire partie du jury. Elle propose à Jay Sherman d'en faire partie. Homer pense que Marge le croit stupide et pour lui prouver qu'il se méprend, elle lui propose de faire lui aussi partie du jury. Pendant ce temps M. Burns, comme beaucoup d'habitants de la ville, réalise son propre film... |    | |                      |                                                           |                                    |               |                        |
| 122 | 19 | Le Mariage de Lisa Lisa's Wedding                                                                        | Jim Reardon          | Greg Daniels                                              | 19 mars 1995 9 décembre 1995       | 2F15          | 14,4                   |
| Après une reconstitution historique sur la Renaissance, Lisa tombe sur une voyante qui lui dévoile son avenir. Elle lui raconte sa rencontre, en 2010, avec Hugh Parkfield un élève britannique de l'université et comment elle en est tombée amoureuse... |    | |                      |                                                           |                                    |               |                        |
| 123 | 20 | Une portée qui rapporte (Deux douzaines plus un) Two Dozen and One Greyhounds                            | Bob Anderson         | Mike Scully                                               | 9 avril 1995 16 décembre 1995      | 2F18          | 11,6                   |
| Pendant la période des amours, Petit Papa Noël s'échappe et pénètre en plein dans une course de lévriers où il s'accouple avec Elle Est La Plus Rapide. Les Simpson adopte la chienne et quelques semaines plus tard elle accouche de vingt-cinq chiots. Ces nouveaux venus qui demandent beaucoup de travail et de patience, intéressent farouchement M. Burns... |    | |                      |                                                           |                                    |               |                        |
| 124 | 21 | Il faut Bart le fer tant qu'il est chaud (Le Dispersement de l'association des parents) The PTA Disbands | Swinton O. Scott III | Jennifer Crittenden                                       | 16 avril 1995 23 décembre 1995     | 2F19          | 11,8                   |
| À la suite d'un problème budgétaire de l'école élémentaire de Springfield, Bart arrive à monter Mme Krapabelle contre le principal Skinner au point qu'elle décide de provoquer une grève des professeurs. Excepté Lisa, tous les enfants sont ravis de cette pause dans l'année scolaire... |    | |                      |                                                           |                                    |               |                        |
| 125 | 22 | Salut l'artiste (Le Saxophoniste) Round Springfield                                                      | Steven Dean Moore    | Joshua Sternin, Jeffrey Ventimilia, Al Jean et Mike Reiss | 30 avril 1995 20 juin 2006         | 2F30          | 12,6                   |
| Bart subit une opération après avoir mangé par inadvertance le jouet contenu dans une boîte de céréales. En rendant visite à son frère, Lisa rencontre son ami jazzman, Murphy « Gencives Sanglantes ». Celui-ci lui raconte ce qui lui est arrivé depuis la dernière fois qu'ils se sont vus. Alors que Bart espère être dédommagé de son opération, Lisa apprend le décès de Gencives Sanglantes... |    | |                      |                                                           |                                    |               |                        |
| 126 | 23 | La Springfield connection (La Filière Springfield) The Springfield Connection                            | Mark Kirkland        | Jonathan Collier                                          | 7 mai 1995 30 décembre 1995        | 2F21          | 12,7                   |
| Marge et Homer se rendent compte que Le Serpent arnaque les passants avec un jeu d'argent truqué. Alors que celui-ci s'échappe, Marge le rattrape et l'immobilise. Satisfaite de cet acte de bravoure elle décide de devenir officier de police. Elle réussit les tests d'entrée et apprécie son nouveau travail jusqu'au jour où elle se rend compte que les habitants ne la perçoivent plus que comme policier, même lorsqu'elle n'est pas en fonction. La situation empire lorsqu'elle se voit obligée d'arrêter Homer pour un délit de stationnement...                                                                 |    | |                      |                                                           |                                    |               |                        |
| 127 | 24 | Le Citron de la discorde (Le Citronier) Lemon of Troy                                                    | Jim Reardon          | Brent Forrester                                           | 14 mai 1995 6 janvier 1996         | 2F22          | 13,1                   |
| Bart et Milhouse se rendent au citronnier pour y cueillir des citrons. Ils surprennent des enfants de Shelbyville, la ville voisine ennemie, en train de voler des citrons. Abraham leur raconte alors l'histoire de la haine entre les deux villes. Lorsque, plus tard, le citronnier disparaît Bart et ses amis partent à Shelbyville, persuadés que ce sont eux qui l'ont volé... |    | |                      |                                                           |                                    |               |                        |
| 128 | 25 | Qui a tiré sur M. Burns ? - Partie 1 Who Shot M. Burns? - Part One                                       | Jeffrey Lynch        | Bill Oakley et Josh Weinstein                             | 21 mai 1995 20 janvier 1996        | 2F16          | 15,0                   |
| Willie découvre un puits de pétrole en enterrant le hamster de l'école. Grâce à ce pétrole l'école s'enrichit et chacun fait des projets sur la façon de dépenser cet argent. Mais M. Burns décide d'exploiter le puits au détriment de l'école. Le jaillissement du pétrole provoque la destruction de la cabane de Bart et blesse son chien. De son côté Homer ne supporte plus que son patron ne se souvienne jamais de lui. Beaucoup en ont marre de M. Burns et de ses manières plus que suspectes... |    | |                      |                                                           |                                    |               |                        |

## Invités

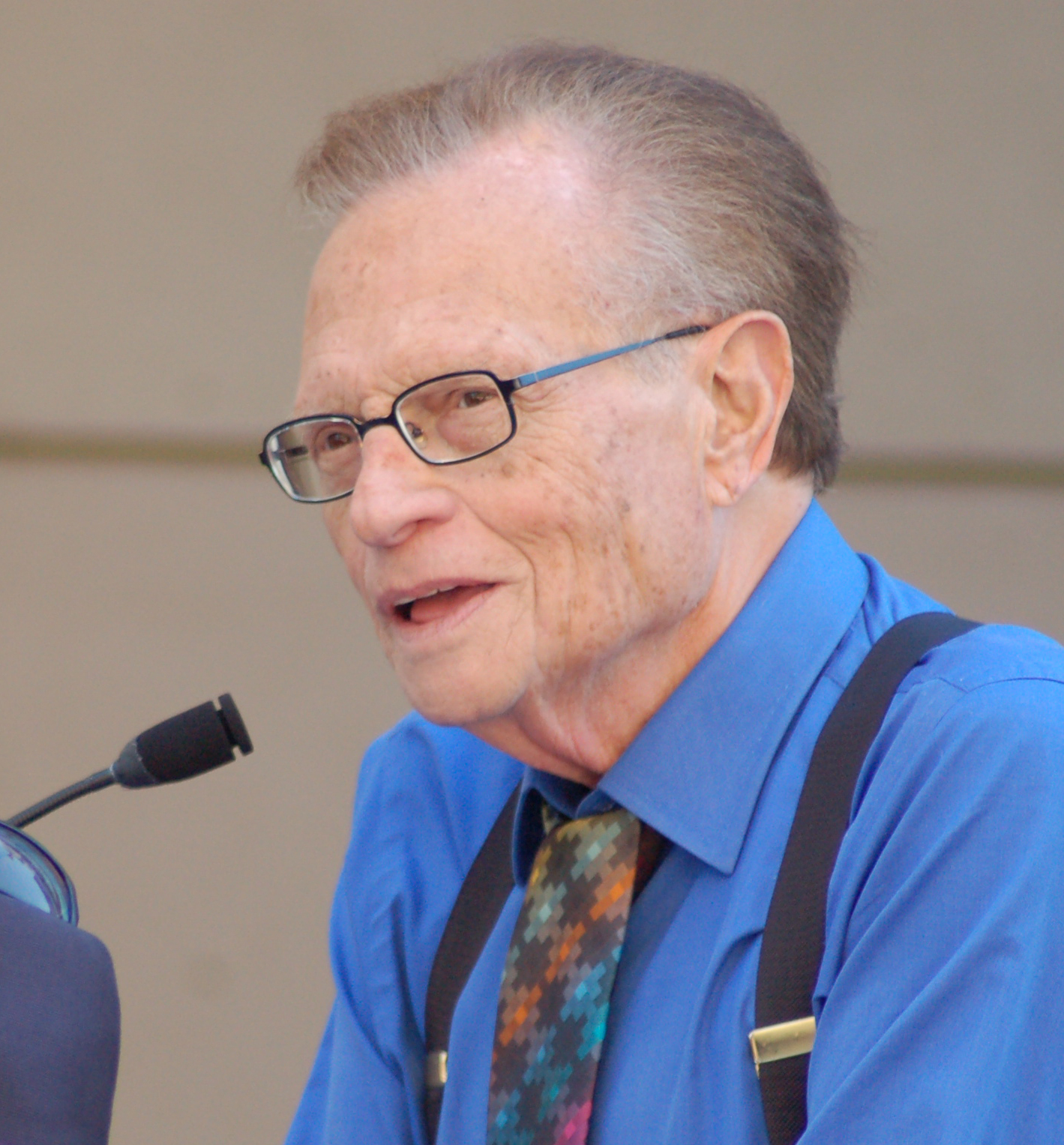
Larry King apparaît dans son propre rôle.

La série Les Simpson fait souvent appel à des guest stars afin qu'ils prêtent leur voix à certains personnages ou qu'ils interprètent leur propre rôle. Vingt-sept célébrités font partie du casting de cette sixième saison. La première invitée est l'actrice américaine Winona Ryder qui interprète le rôle d'Allison Taylor dans l'épisode La Rivale de Lisa. L'épisode suivant, L'Amour à la Simpson étant une compilation d'extraits d'épisodes des saisons précédentes, les invités de ces-dits épisodes sont à nouveau crédités à la fin de celui-ci. Il s'agit d'Albert Brooks dans le rôle de Jacques, de Sara Gilbert dans le rôle de Laura Powers, Kelsey Grammer dans le rôle de Tahiti Bob, qui réapparaît également dans l'épisode Le maire est amer, Jon Lovitz dans le rôle d'Artie Ziff et de Michelle Pfeiffer dans le rôle de Mindy Simmons,. Dans Le maire est amer, les journalistes Larry King, déjà apparu dans Un poisson nommé Fugu, et Dr Demento font une apparition dans leur propre rôle et Henry Corden interprète son personnage de Fred Pierrafeu.

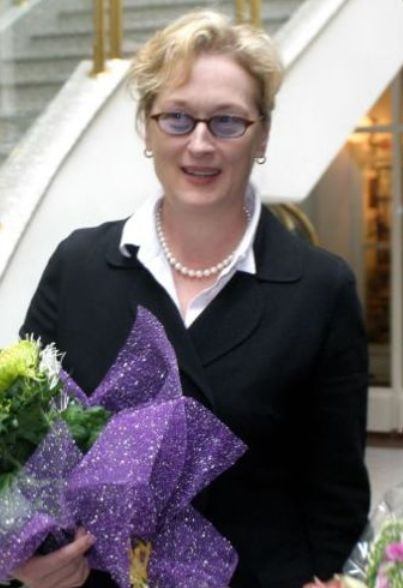
Meryl Streep prête sa voix à Jessica Lovejoy.

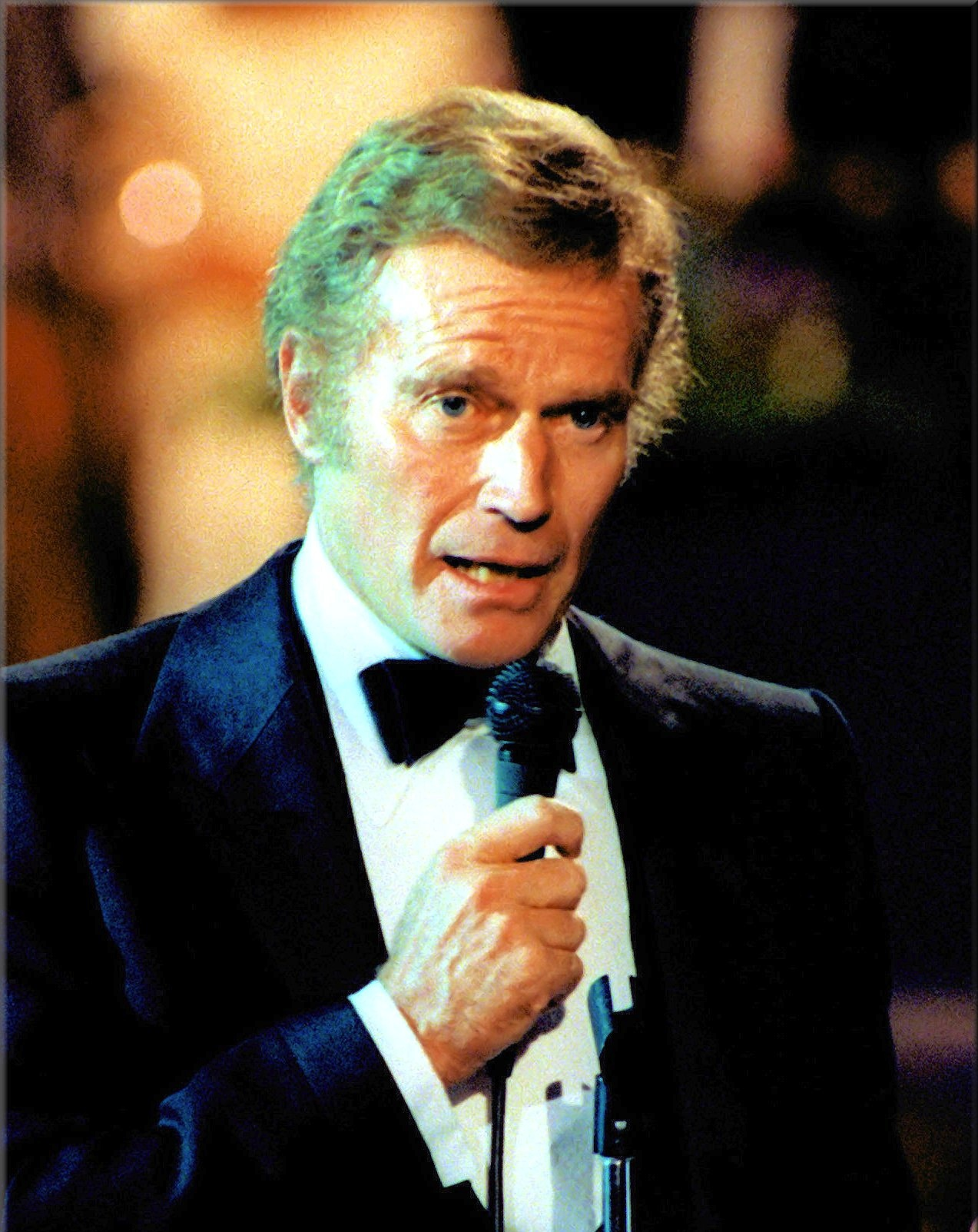
Charlton Heston fait une apparition doublée par Phil Hartman.

L'interprète de Dark Vador dans les films Star Wars, James Earl Jones, prête sa voix grave à Maggie dans la réalité parallèle que Homer visite dans la section Temps et châtiment du Simpson Horror Show V. Nancy Cartwright, la voix originale de Bart, veut que Meryl Streep prête sa voix à Jessica Lovejoy dans La Petite Amie de Bart afin que les deux femmes puissent enregistrer leurs voix en même temps, celle-ci accepte,. L'épisode La Peur de l'avion fait appel au casting central de la série Cheers, comprenant Ted Danson, Woody Harrelson, Rhea Perlman, John Ratzenberger et George Wendt. Dans le même épisode, on peut aussi entendre la voix d'Anne Bancroft dans le rôle du Dr Zweig. Le chef des Tailleurs de Pierre dans Homer le grand est interprété par Patrick Stewart. L'épisode Homer le clown marque le retour de Gros Tony et donc de son doubleur Joe Mantegna. L'épisode fait aussi appel à l'animateur Dick Cavett et au footballeur Johnny Unitas dans leur propre rôle. Dans la parodie de son sketch sur L'Homme qui a 2 000 ans, dans Mes sorcières détestées, Mel Brooks fait un caméo, pendant que la professeur de ballet de Bart est doublée par Susan Sarandon.
Burns fait son cinéma est la cause d'une tension dans l'équipe de la série après avoir invité l'acteur principal de la série Profession : critique, Jon Lovitz dans le rôle du critique cinématographique Jay Sherman,. Le même épisode contient une apparition parodique de George C. Scott et de Charlton Heston respectivement doublés par Maurice LaMarche et Phil Hartman. Mandy Patinkin apparaît dans le rôle de Hugh Parkfield, le petit ami anglais de Lisa dans le futur dans Le Mariage de Lisa. L'épisode Salut l'artiste marque la dernière apparition de Ron Taylor dans le rôle de Gencives Sanglantes. Steve Allen y interprète aussi son propre personnage. Tito Puente et son groupe de jazz, dont Matt Groening est fan, apparaissent dans l'épisode Qui a tiré sur M. Burns ? et chantent Señor Burns. Son groupe joue aussi leur version du thème de la série pendant le générique de fin de l'épisode.

## Sorties VHS et DVD
Depuis la saison précédente, les saisons des Simpson ne sortent plus en coffret VHS. Malgré cela quelques épisodes sortent dans des cassettes de compilations. Ainsi les épisodes Homer le grand et Pervers Homer sont présents dans la compilation Les Dossiers secrets des Simpson sortie en 1998. La cassette Censuré sortie en 1999 contient l'épisode La Potion magique. En 2000, l'épisode Homer le clown sort dans la compilation Les Simpson à Las Vegas, les épisodes Mes sorcières détestées et Bart contre l'Australie se trouvent dans À la conquête du monde et la compilation La Flemme olympique contient Le Hockey qui tue. Les Simpson.com sort en 2001 et contient l'épisode Itchy et Scratchy Land. La Petite Amie de Bart sort en 2002 dans la cassette Love Story à Springfield. La même année, l'épisode Burns fait son cinéma, à l'époque encore inédit en France sort dans la cassette Film Festival. Enfin, en 2003, la compilation Horror Show contient l'épisode spécial Halloween de cette saison.
Le coffret DVD de la sixième saison est commercialisé par la 20th Century Studios Home Entertainment aux États-Unis et au Canada août 2005. Le coffret contient des bonus, des scènes coupées, des commentaires pour chaque épisode, et bien plus encore. Ce coffret est sorti pour la première fois en deux formats différents : le format rectangulaire habituel et une « édition collector limitée ».
| L'intégrale de la saison 6 | | | | |
| Détails, | Détails, | Détails, | Détails, | Caractéristiques, |
| - 25 épisodes - 4 disques - Aspect ratio 1.33:1 - Langues : - Anglais (Dolby Digital 5.1, avec sous-titres) - Français (Dolby Digital 2.0 Stéréo) - Espagnol (Dolby Digital 2.0 Stéréo, avec sous-titres) | - 25 épisodes - 4 disques - Aspect ratio 1.33:1 - Langues : - Anglais (Dolby Digital 5.1, avec sous-titres) - Français (Dolby Digital 2.0 Stéréo) - Espagnol (Dolby Digital 2.0 Stéréo, avec sous-titres) | - 25 épisodes - 4 disques - Aspect ratio 1.33:1 - Langues : - Anglais (Dolby Digital 5.1, avec sous-titres) - Français (Dolby Digital 2.0 Stéréo) - Espagnol (Dolby Digital 2.0 Stéréo, avec sous-titres) | - 25 épisodes - 4 disques - Aspect ratio 1.33:1 - Langues : - Anglais (Dolby Digital 5.1, avec sous-titres) - Français (Dolby Digital 2.0 Stéréo) - Espagnol (Dolby Digital 2.0 Stéréo, avec sous-titres) | - Un message de Matt Groening - Commentaires audio pour chaque épisode - Animatiques - Commentaires illustrés - Scènes coupées avec ou sans commentaires - Bart des ténèbres - Itchy et Scratchy Land - Le maire est amer - Simpson Horror Show V - Pervers Homer - La Potion magique - La Peur de l'avion - Homer le grand - Et avec Maggie ça fait trois - La Comète de Bart - Homer le clown - Bart contre l'Australie - Mes sorcières détestées - Burns fait son cinéma - Le Mariage de Lisa - Une portée qui rapporte - Il faut Bart le fer tant qu'il est chaud - Salut l'artiste - Le Citron de la discorde - Qui a tiré sur M. Burns ? (Partie 1) - Option linguistique - Qui a tiré sur M. Burns ? (Partie 1) - Français - Espagnol - Tchèque - Russe - Galerie de profils de suspects pour l'épisode Qui a tiré sur M. Burns ? - Publicités - Émission spéciale datant du 17 septembre 1995 - "Springfield's Most Wanted" - Les images promotionnelles de l'avion des Simpson. - Introduction avec James L. Brooks |
| Dates de sorties | | | | - Un message de Matt Groening - Commentaires audio pour chaque épisode - Animatiques - Commentaires illustrés - Scènes coupées avec ou sans commentaires - Bart des ténèbres - Itchy et Scratchy Land - Le maire est amer - Simpson Horror Show V - Pervers Homer - La Potion magique - La Peur de l'avion - Homer le grand - Et avec Maggie ça fait trois - La Comète de Bart - Homer le clown - Bart contre l'Australie - Mes sorcières détestées - Burns fait son cinéma - Le Mariage de Lisa - Une portée qui rapporte - Il faut Bart le fer tant qu'il est chaud - Salut l'artiste - Le Citron de la discorde - Qui a tiré sur M. Burns ? (Partie 1) - Option linguistique - Qui a tiré sur M. Burns ? (Partie 1) - Français - Espagnol - Tchèque - Russe - Galerie de profils de suspects pour l'épisode Qui a tiré sur M. Burns ? - Publicités - Émission spéciale datant du 17 septembre 1995 - "Springfield's Most Wanted" - Les images promotionnelles de l'avion des Simpson. - Introduction avec James L. Brooks |
| Région 1 | Région 2 | Région 4 | Région 5 | - Un message de Matt Groening - Commentaires audio pour chaque épisode - Animatiques - Commentaires illustrés - Scènes coupées avec ou sans commentaires - Bart des ténèbres - Itchy et Scratchy Land - Le maire est amer - Simpson Horror Show V - Pervers Homer - La Potion magique - La Peur de l'avion - Homer le grand - Et avec Maggie ça fait trois - La Comète de Bart - Homer le clown - Bart contre l'Australie - Mes sorcières détestées - Burns fait son cinéma - Le Mariage de Lisa - Une portée qui rapporte - Il faut Bart le fer tant qu'il est chaud - Salut l'artiste - Le Citron de la discorde - Qui a tiré sur M. Burns ? (Partie 1) - Option linguistique - Qui a tiré sur M. Burns ? (Partie 1) - Français - Espagnol - Tchèque - Russe - Galerie de profils de suspects pour l'épisode Qui a tiré sur M. Burns ? - Publicités - Émission spéciale datant du 17 septembre 1995 - "Springfield's Most Wanted" - Les images promotionnelles de l'avion des Simpson. - Introduction avec James L. Brooks |
| 16 août 2005 | 17 octobre 2005 | 28 septembre 2005 | 9 septembre 2010 | - Un message de Matt Groening - Commentaires audio pour chaque épisode - Animatiques - Commentaires illustrés - Scènes coupées avec ou sans commentaires - Bart des ténèbres - Itchy et Scratchy Land - Le maire est amer - Simpson Horror Show V - Pervers Homer - La Potion magique - La Peur de l'avion - Homer le grand - Et avec Maggie ça fait trois - La Comète de Bart - Homer le clown - Bart contre l'Australie - Mes sorcières détestées - Burns fait son cinéma - Le Mariage de Lisa - Une portée qui rapporte - Il faut Bart le fer tant qu'il est chaud - Salut l'artiste - Le Citron de la discorde - Qui a tiré sur M. Burns ? (Partie 1) - Option linguistique - Qui a tiré sur M. Burns ? (Partie 1) - Français - Espagnol - Tchèque - Russe - Galerie de profils de suspects pour l'épisode Qui a tiré sur M. Burns ? - Publicités - Émission spéciale datant du 17 septembre 1995 - "Springfield's Most Wanted" - Les images promotionnelles de l'avion des Simpson. - Introduction avec James L. Brooks |